# Fritillaria pudica
Fritillaria pudica là một loài thực vật có hoa trong họ Liliaceae. Loài này được (Pursh) Spreng. miêu tả khoa học đầu tiên năm 1825.